# Jörg Köhler

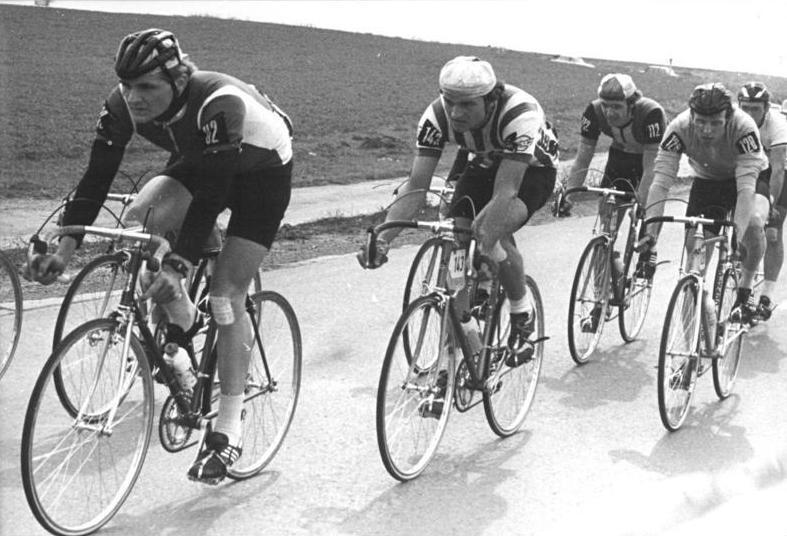
Jörg Köhler (Nr. 112) im Jahr 1981

Jörg Köhler (* 7. September 1960 in Meilitz; † 16. Oktober 2005 ebenda) war ein deutscher Radrennfahrer.

## Sportliche Laufbahn
Heinz Hiepe lehrte Jörg Köhler bei der SG Dynamo Gera das Radsport-ABC. Ab 1973 wurde er in der neu gegründeten SG Wismut Gera von Werner Marschner trainiert.
1974 gelang ihm mit Thomas Barth, Udo Smektalla und Olaf Ludwig – alle 14 Jahre alt – die Bronzemedaille der DDR-Straßenmeisterschaften in der Kinderklasse A. Einen Titel gewann er bei den Rennen der Kinder- und Jugendspartakiade 1977.
1981 und 1982 fuhr er für die DDR die Internationale Friedensfahrt. 1982 gewann er zusammen mit Falk Boden, Thomas Barth, Lutz Lötzsch, Olaf Ludwig und Andreas Petermann die Mannschaftswertung der Friedensfahrt. Sein bestes Einzelresultat hatte er 1982 mit dem 22. Platz.
Auf der Bahn der Werner-Seelenbinder-Halle in Berlin gewann er die „Internationale Zweier-Mannschaftsmeisterschaft“ 1984 mit Gerald Mortag als Partner. 1983 siegte er im Rennen 6 Tage um den Preis der Jungen Welt mit Olaf Ludwig als Partner.
Nach dem Ende seiner aktiven Laufbahn erwarb der gelernte Kfz-Mechaniker seinen Meisterbrief, arbeitete als Mechaniker. Nach der Wende eröffnete er in Meilitz ein Radsport-Geschäft, zählte weiterhin zu den Förderern und Sponsoren des SSV Gera 1990, kümmerte sich besonders um den Nachwuchs. Er erlag im Alter von 45 Jahren in Meilitz einer Herzinsuffizienz.

## Erfolge
| Jahr | Erfolge | Rennen                                                             | Mannschaft                                                                             |
| ---- | ------- | ------------------------------------------------------------------ | -------------------------------------------------------------------------------------- |
| 1978 | 3.      | DDR-Meisterschaften, Winterbahn, Herren, 4000 m, Vierer-Mannschaft | Lutz Haueisen, Udo Smektalla, Olaf Ludwig, Jörg Köhler                                 |
| 1979 | 1.      | DDR-Meisterschaften, Berg                                          |                                                                                        |
| 1980 | 2.      | DDR-Meisterschaften, Winterbahn, Herren, 4000 m, Vierer-Mannschaft | Lutz Haueisen, Gerald Mortag, Udo Smektalla, Jörg Köhler                               |
| 1980 | Sieger  | Rund um Berlin                                                     | - - -                                                                                  |
| 1982 | 3.      | DDR-Meisterschaften, Winterbahn, Herren, Zweier-Mannschaft         | mit Olaf Ludwig                                                                        |
| 1982 | Sieger  | Friedensfahrt, Mannschaftswertung                                  | Thomas Barth, Falk Boden, Jörg Köhler, Lutz Lötzsch, Olaf Ludwig und Andreas Petermann |
| 1983 | Sieger  | DDR-Meisterschaften, Winterbahn, Herren, Zweier-Mannschaft         | mit Thomas Barth                                                                       |